# 严昊
严昊（1986年—），江苏淮安人，中华人民共和国企业家，太平洋建设董事局主席。

## 生平
2011年荣获“年度杰出CEO”称号。同年，在父亲严介和卸任后执掌太平洋建设，任董事局主席。
2014年起进入胡润百富榜排名前十，身价超千亿。